# Il mercato del consenso
Il mercato del consenso (Mindf'ck), sottotitolato Come ho creato e poi distrutto Cambridge Analytica è un libro autobiografico del 2020 dell’esperto informatico canadese Christopher Wylie, che racconta la sua precoce carriera di informatico fino allo scandalo Facebook-Cambridge Analytica che ha portato alla ribalta internazionale, dopo le precedenti rivelazioni  sulle manipolazioni governative segrete in rete di Snowden e Chelsea Manning, la presenza di manipolazioni propagandistiche segrete in rete per opera di iniziative private, emblematiche della presenza di un cosiddetto stato profondo.
(Christopher Wylie, pag 179)

## Capitoli
Titoli dei capitoli e contenuti  salienti:
- 1-Genesi. Il libro inizia parlando della sua deposizione, in merito a CA, di fronte ai deputati del Congresso degli Stati Uniti a Washington nel giugno 2018, il 27 marzo aveva già deposto al Parlamento inglese. Da ragazzino a dodici anni è su una carrozzella fino ai diciotto, a causa di una rara malattia, a scuola viene bullizzato e si isola dedicandosi ai videogiochi e si appassiona all’informatica. A diciassette viene già assunto come assistente informatico presso il Parlamento di Ottawa per il Liberal Party canadese. A diciotto anni partecipa alla propaganda mediatica di Obama introdotto dal suo direttore del targeting Ken Strasma.
- 2-Lezioni di fallimento. Nel 2010 vive a Londra per iscriversi alla facoltà di Legge LSE, i Liberal Democrats lo ingaggiano per un progetto di targeting elettorale.
- 3-Combattiamo il terrorismo vestiti Prada. Assunzione nel giugno 2013 nella società di guerra psicologica SCL Group diretta da Alexander Nix, con Brent Clickard, Tadas Jucikas,Mark Gettleson.
- 4-Steve dall’America. Ottobre 2013 ingresso nell’SCL di Steve Bannon con la proposta di un progetto da realizzare negli Stati Uniti.
- 5-Cambridge Analytica. Fondazione di Cambridge Analytica consociata statunitense di SCL Group, registrata nel Delaware, finanziata da Robert Mercer.
- 6-Cavalli di Troia. Gennaio 2014 ingresso nel team del dott. Alex Kogan ricercatore specializzato di modellistica computazionale di tratti psicologici dell’Università di Cambridge. Giugno 2014 lancio dell’app su Facebook per raccogliere i dati che ad agosto erano già più di ottantasette milioni.
- 7-La triade oscura. Collaborazioni di CA con Palantir. Dubbi etici di Christopher.
- 8-Dalla Russia con i like. Primavera 2014. Contatti della CA con la compagnia petrolifera russa Lukoil. Fine 2014 Christopher si licenzia. Subentra Brittany Kaiser.
- 9-Crimini contro la democrazia. Operazioni per la Brexit.
- 10-The Apprentice. Operazioni per  la campagna elettorale di Trump.
- 11-Coming Out. Incontro con la giornalista Carole Cadwalladr, denunce e intimidazioni.
- 12-Rivelazioni. Delusione dell’autore per le condanne inique a fronte degli illeciti commessi.
- Epilogo. Sulla normativa: nota per il legislatore.

## Edizioni
- Christopher Wylie, Il mercato del consenso: come ho creato e poi distrutto Cambridge Analytica, Milano, Longanesi, 2020, ISBN 9788830455368.